# تغييرات الأسماء الجغرافية في تركيا
تم إجراء تغييرات في الأسماء الجغرافية في تركيا بشكل دوري، بكميات كبيرة من عام 1913 إلى الوقت الحاضر من قبل الحكومات التركية المتعاقبة. تم تغيير آلاف الأسماء داخل الجمهورية التركية أو سابقتها الدولة العثمانية من بدائلها الشعبية أو التاريخية لصالح أسماء تركية معروفة، كجزء من سياسات التتريك. جادلت الحكومات بأن هذه الأسماء أجنبية أو مثيرة للانقسام، في حين وصفها منتقدو التغييرات بأنها تعصب قومي. عادة ما تكون الأسماء التي تم تغييرها من أصل أرميني أو يوناني أو جورجي (بما في ذلك اللاز) أو بلغاري أو كردي أو زازكي أو سرياني أو من أصل عربي.
أدت جهود تركيا للانضمام إلى الاتحاد الأوروبي في أوائل القرن الحادي والعشرين إلى انخفاض حدوث مثل هذه التغييرات من الحكومة المحلية، والحكومة المركزية بشكل أكبر. في بعض الحالات، أعاد التشريع أسماء بعض القرى (خاصة تلك التي تضم أقليات كردية وزازية).[بحاجة لمصدر] أسماء الأماكن التي تم تغييرها رسميًا تظل موجودة في كثير من الأحيان باللهجات واللغات المحلية في جميع أنحاء البلد المتنوع إثنيًا.
بدأت هذه السياسة خلال السنوات الأخيرة للدولة العثمانية واستمرت حتى خلفتها الجمهورية التركية. في ظل الحكومة الكمالية، تم إنشاء لجان حكومية متخصصة لغرض تغيير الأسماء. تم تغيير ما يقرب من 28000 اسم طبوغرافي، والتي تضمنت 12.211 اسم قرية وبلدة، و 4000 اسم جبلي ونهر وطبوغرافي آخر. حدثت معظم تغييرات الأسماء في المناطق الشرقية من البلاد حيث تشكل الأقليات العرقية جزءًا كبيرًا أو غالبية السكان.

## التاريخ

### الدولة العثمانية
تولت لجنة الاتحاد والترقي مقاليد الحكم العثماني من خلال انقلاب عام 1913. في ذروة الحرب العالمية الأولى وخلال السنوات الأخيرة للدولة العثمانية، عندما كانت سياسات التطهير العرقي للأقليات اليونانية والأرمينية والآشورية غير المسلمة جارية، أصدر وزير الحرب إنور باشا مرسومًا (فيرمان) في 6 أكتوبر، 1916، معلنا:
لم يغير أنور باشا الأسماء الجغرافية للأقليات المسلمة (أي العرب والكرد) بسبب دور الحكومة العثمانية كخلافة. ألهم مرسومه العديد من المفكرين الأتراك للكتابة لدعم مثل هذه الإجراءات. أحد هؤلاء المفكرين، حسين أفني ألبارسلان (1877-1921)، جندي تركي ومؤلف كتب عن اللغة والثقافة التركية، كان مستوحى من جهود أنور باشا، الذي كتب في كتابه ?Trabzon İli Lâz mı? Türk mü (هل محافظة طرابزون لازية أم تركية؟) أن:
لا يُعرف عدد الأسماء الجغرافية التي تم تغييرها بموجب القانون. فشل الهدف الشامل النهائي وراءه بسبب انهيار الحكومة العثمانية ومحاكمة قادتها أمام المحاكم العثمانية والأوروبية على المذابح ضد الأقليات العرقية التي ارتكبت في عام 1915.
حدث انخفاض في مستوى القمع الثقافي في الجمهورية التركية؛ ومع ذلك فقد تم دائمًا إعادة تسمية أسماء الأماكن ذات الأصل التركي غير السائدة على مدار الوقت.

### جمهورية تركيا
كانت القومية التركية والعلمانية من بين المبادئ الأساسية الستة للجمهورية التركية. كان مصطفى كمال أتاتورك زعيم العقود الأولى للجمهورية، يهدف إلى إنشاء دولة قومية (بالتركية: Ulus) من بقايا الدولة العثمانية التركية. خلال العقود الثلاثة الأولى من الجمهورية، كانت الجهود المبذولة لتركيبة الأسماء الجغرافية موضوعًا متكررًا. حُظرت الخرائط المستوردة التي تحتوي على إشارات إلى مناطق تاريخية مثل أرمينيا أو كردستان أو لازيستان (الاسم الرسمي لمقاطعة ريزا حتى عام 1921) (كما كان الحال مع Der Grosse Weltatlas، وهي خريطة نُشرت في لايبزيغ).
بحلول عام 1927 تغيرت جميع أسماء الشوارع والمربعات في اسطنبول التي لم تكن من أصل تركي.
في عام 1940، أصدرت وزارة الداخلية (MoIA) تعميمًا دعا إلى استبدال أسماء الأماكن باللغات الأصلية أو الأجنبية بأسماء الأماكن التركية. أشارت الصحفية والكاتبة عائشة هور إلى أنه بعد وفاة أتاتورك وأثناء الفترة الديمقراطية للجمهورية التركية في أواخر الأربعينيات والخمسينيات من القرن الماضي، تعرضت الأسماء القبيحة والمهينة والمهينة والسخرية للتغييرات، حتى لو كانت تركية. أسماء القرى التي تحتوي على مكونات معجمية تعني الأحمر (kizil)، وجرس (çan)، والكنيسة (kilise، على سبيل المثال: كيرك كيليز). للتخلص من "المفاهيم الانفصالية"، تم أيضًا تغيير أسماء القرى العربية والفارسية والأرمنية والكردية والجورجية والتتار والشركسية واللازية ".
تأسست اللجنة الخاصة لتغيير الأسماء (Ad Değiştirme İhtisas Kurulu) في عام 1952 تحت إشراف وزارة الداخلية. تم استثمارها بصلاحية تغيير جميع الأسماء التي لا تدخل في اختصاص البلديات مثل الشوارع أو الحدائق أو الأماكن. شارك في اللجنة ممثلون عن جمعية اللغة التركية (Türk Dil Kurumu)، من كليات الجغرافيا واللغة والتاريخ من جامعة أنقرة، وهيئة الأركان العسكرية ووزارات الدفاع والشؤون الداخلية والتعليم. كانت اللجنة تعمل حتى عام 1978 وتم تغيير أسماء 35٪ من القرى في تركيا. أثبتت المبادرة نجاحها حيث تغيرت ما يقرب من 28,000 اسم طبوغرافي، بما في ذلك 12.211 اسم قرية وبلدة و 4000 اسم جبلي ونهر وطبوغرافية أخرى. وشمل هذا الرقم أيضًا أسماء الشوارع والمعالم الأثرية والأحياء والأحياء والمكونات الأخرى التي تشكل بلديات معينة. أعيد تشكيل اللجنة بعد الانقلاب العسكري عام 1980 عام 1983 وغيرت أسماء 280 قرية. تم إغلاقه مرة أخرى في عام 1985 بسبب عدم الكفاءة. أثناء تصاعد التوتر بين المتمردين الكرد والحكومة التركية، كان التركيز في تغيير الاسم الجغرافي في الثمانينيات على القرى والمدن والأنهار الكردية.

في عام 1981، ذكرت الحكومة التركية في مقدمة Köylerimiz، وهي مطبوعة مخصصة لأسماء القرى التركية، أن:
في ذروة هذه السياسة، لم تتبق أية أسماء جغرافية أو طبوغرافية من أصل غير تركي. بعض الأسماء الجديدة تشبه أسمائهم الأصلية، ولكن مع دلالات تركية منقحة (مثال Aghtamar إلى Akdamar).

### الحالة الحالية
على الرغم من تغيير الأسماء الجغرافية رسميًا في تركيا، إلا أن أسمائهم الأصلية لا تزال قائمة وتستمر باللهجات المحلية في جميع أنحاء البلاد. وفي بعض الأحيان استخدم السياسيون الأتراك أيضًا الأسماء الأصلية للمدن خلال خطاباتهم. في عام 2009، عند مخاطبة حشد من الناس في بلدة غورويماك، استخدم الرئيس عبد الله غول الاسم الأصلي نورشين "Norşin". أيضا في ذلك العام عندما تحدث عن أصوله العائلية، رئيس الوزراء رجب طيب أردوغان استخدم الاسم اليوناني الأصلي من Potamya بدلا من Güneysu.
بدأت الجهود المبذولة لاستعادة الأسماء السابقة للمصطلحات الجغرافية مؤخرًا في تركيا. في سبتمبر 2012، قُدمت تشريع لإعادة أسماء القرى (الكردية في المقام الأول) إلى أسمائها الأصلية السابقة. وفقًا لمشروع القانون، سيتم إعادة تسمية محافظة تونجلي «درسيم»، وجورويماك Güroymak إلى نورشين Norşin، وأيدنلار إلى تلو. لكن سلطة الحكومة التركية عارضت اسم درسيم حيث أرادت البلدية المحلية إدخال اسم درسيم إلى تونجلي.

## تحليل مقارن
حدثت معظم تغييرات الاسم الجغرافي في المقاطعات الشرقية من البلاد وعلى ساحل شرق البحر الأسود، حيث تميل الأقليات إلى العيش. من خلال دراسة مستقلة، يقدر عالم الاشتقاق سيفان نيشانيان أنه من بين التغييرات في اسم الموقع الجغرافي، كان 4200 يونانيًا، و 4000 كرديًا (بدون الزازاكية)، و 3600 أرمنيًا، و 750 عربيًا، و 400 آشوري، و 300 جورجي، و 200 لازي، و 50 آخرين. تزعم الإحصاءات الرسمية للجنة الخاصة لتغيير الاسم (Ad Degistirme Ihtisas Komisyonu) أن إجمالي عدد القرى والبلدات والمدن والمستوطنات التي أعيدت تسميتها هو 12,211. يسرد الرسم البياني أدناه المقاطعات وعدد القرى أو البلدات التي تمت إعادة تسميتها.

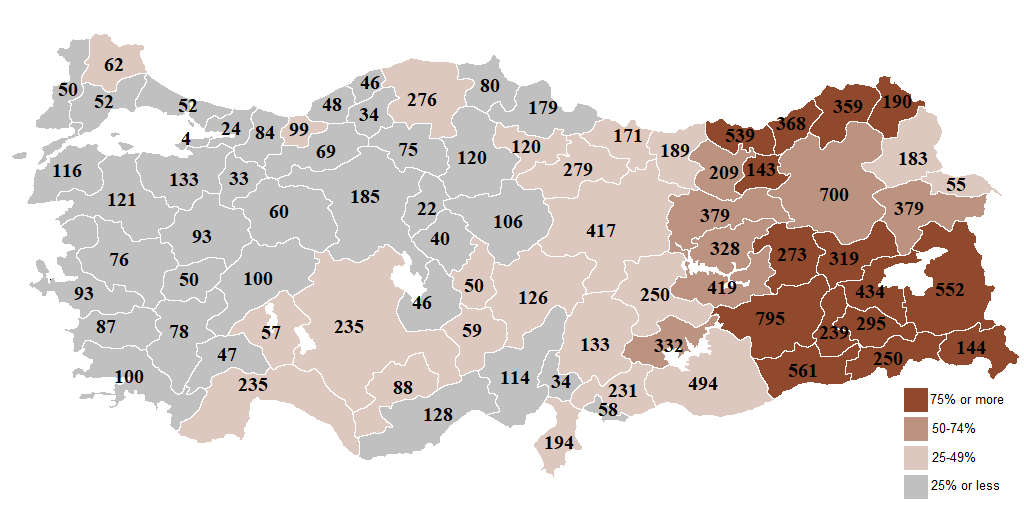
النسبة المئوية لتغييرات الاسم الجغرافي في تركيا من عام 1916 فصاعدًا

## تغييرات ملحوظة في الاسم الجغرافي

### أرمينية
تم تغيير الأسماء الجغرافية الأرمنية لأول مرة في عهد السلطان عبد الحميد الثاني. في عام 1880، تم حظر استخدام كلمة أرمينيا في الصحافة والكتب المدرسية والمؤسسات الحكومية، واستبدالها بكلمات مثل الأناضول أو كردستان. استمر تغيير الاسم الأرمني في ظل الحقبة الجمهورية المبكرة حتى القرن الحادي والعشرين. تضمنت التتريك لأسماء العائلة، وتغيير أسماء الحيوانات،  وتغيير أسماء الشخصيات التاريخية الأرمنية (أي تم إخفاء اسم عائلة باليان البارزة تحت هوية عائلة إيطالية سطحية تسمى بالياني)،  وتغيير وتشويه الأحداث التاريخية الأرمنية.
كانت معظم الأسماء الجغرافية الأرمنية في المقاطعات الشرقية للإمبراطورية العثمانية. القرى أو المستوطنات أو البلدات التي تحتوي على اللاحقة-kert ، والتي تعني بناها أو بناؤها (أي Manavazkert (اليوم Malazgirt)، Norakert ، Dikranagert ، Noyakert)، -shen، وهذا يعني قرية (أي Aratashen و Pemzashen و Norashen) و -van ، وتعني المدينة (أي Charentsavan ، Nakhichevan ، Tatvan)، تدل على اسم أرمني. على مدار التاريخ العثماني، استقر رجال القبائل الأتراك والأكراد في القرى الأرمينية وغيروا الأسماء الأرمنية الأصلية (أي تم تغيير اسم Norashen الأرمني إلى Norşin). كان هذا صحيحًا بشكل خاص بعد الإبادة الجماعية للأرمن، عندما تم إخلاء جزء كبير من شرق تركيا من سكانها الأرمن.
يقدر سيفان نيشانيان أنه تم تغيير 3600 موقع جغرافي أرمني.

إعادة تسمية الأسماء الجغرافية الأرمنية في تركيا

| الاسم الأرمني         | تم تغيير الاسم إلى:        | ملاحظات |
| --------------------- | -------------------------- | --- |
| جوفدون                | جويدون                     | الأرمينية: "بيت الأبقار" |
| اغتمار                | أكدمار                     | معنى غير معروف </br> التركية: الوريد الأبيض </br> |
| Akn                   | Eğin، في وقت لاحق Kemaliye | الأرمينية: "نافورة" |
| مانافازكيرت           | مالازجيرت                  | الأرمينية: "مدينة مينوا " (سميت على اسم الملك الأورارتي مينوا)                                                                                         |
| فوستان                | جيفاش                      | الأرمينية: "ملك" |
| كايل كيت              | نهر كلكيت                  | الأرمينية: "وولف ريفر". قرية كلكيت في </br> حصلت مقاطعة جوموشانه أيضًا على اسمها من نهر كلكيت. </br>                                                    |
| نوراشين               | جورويماك                   | الأرمينية: "مدينة جديدة". تم تقديم اقتراح إلى </br> استعادة اسمه السابق. الجالية الكردية في غورويماك </br> يدعي أنه اسم موطن كردي يسمى "نورشين". </br> |
| سيرموك                | سيرميك                     | الأرمينية: "ينابيع ساخنة" |
| خاشكار                | كاتشكار                    | الأرمينية: خاشكار أو صليب الحجر. |
| إيفريك                | ديفيلي                     | مشتق من الكلمة الأرمنية Averag التي تعني أنقاض. |
| كاربيرت               | Harput ، فيما بعد Elâzığ   | الأرمينية: "القلعة الصخرية" |
| العاني                | العاني                     | العاصمة التاريخية لباغراتوني أرمينيا. التركية: "الذاكرة"                                                                                               |
| سيفافراج              | سيفريك                     | الأرمينية: "الأطلال السوداء" |
| Chabakchur (Çabakçur) | بينجول                     | الأرمينية: "المياه القاسية". التركية: "ألف بحيرة". </br> تم استخدام Çabakçur حتى عام 1944. </br> يشير الأكراد إلى المدينة باسم كولج. </br>             |
| ميتسكيرت              | Mazgirt                    | الأرمينية: "مدينة كبيرة" |
| بيرتك                 | بيرتيك                     | الأرمينية: "قلعة صغيرة" |

### الآشورية
حدثت معظم التغييرات في الأسماء الآشورية في جنوب شرق تركيا بالقرب من الحدود السورية في منطقة طور عابدين. وطور عابدين ((بالسريانية: ܛܘܼܪ ܥܒ݂ܕܝܼܢ)‏) هي منطقة جبلية تضم النصف الشرقي من مقاطعة ماردين ومحافظة شرناق غرب نهر دجلة على الحدود مع سوريا. اسم «طور عابدين» مشتق من اللغة السريانية ومعناه «جبل عبيد (الله)». تعتبر طور عابدين ذات أهمية كبيرة للمسيحيين السريان الأرثوذكس، الذين كانت المنطقة بالنسبة لهم معقلًا رهبانيًا وثقافيًا. والناس الآشورية / السريانية  من طور عابدين يطلقون على أنفسهم سورويي (Suroye) والطائفتين السريانية، وعادة التحدث والشرقية الآرامية اللهجة دعا Turoyo.
بعد الإبادة الجماعية للآشوريين، تم إخلاء الآشوريين في المنطقة من السكان أو ذبحهم. حاليا، هناك 5، 000 آشوريون يعيشون في المنطقة.
يقدر نيشانيان أن 400 موقع جغرافي آشوري قد تغيرت.

خريطة توضح الأسماء الأصلية للقرى الآشورية في منطقة طور عابدين

| الاسم الآشوري                | تم تغيير الاسم إلى: | ملاحظات                                                                |
| ---------------------------- | ------------------- | ---------------------------------------------------------------------- |
| كفرو ضرائب                   | البيندي             | الآرامية الشرقية: "القرية السفلى"                                      |
| بارسوميك                     | توتنوكاك            | سميت على اسم البطريرك النسطوري بار صوما                                |
| مردو                         | ماردين              | الآرامية الشرقية: "الحصون"                                             |
| إواردو                       | جولجوز              | الآرامية الشرقية: "ينبوع الزهور"                                       |
| اربو                         | تاشكوي              | الآرامية الشرقية: "الماعز"                                             |
| قرتمون                       | يايفانتيبي          | الآرامية الشرقية: "القرية الوسطى"                                      |
| كفرقوسو                      | جركوش               | الآرامية الشرقية: "قرية محمية"                                         |
| كيفشين                       | كايالي              | الآرامية الشرقية: "حجر السلام"                                         |
| Beṯ Zabday                   | إديل                | سمي على اسم باباي الكبير الذي أسس أ </br> دير ومدرسة في المنطقة. </br> |
| Xisna d'Kêpha (Hisno d'Kifo) | حسن كيف             | الآرامية الشرقية: "القلعة الصخرية"                                     |
| زاز                          | İzbırak             |                                                                        |
| أنيل                         | يميشلي              |                                                                        |

### الجورجية واللازية
المنطقة التاريخية تاو Klarjeti ، التي تضم محافظات الحديثة أرتفين، رايز، أردهان والجزء الشمالي من أرضروم، منذ فترة طويلة مركز الثقافة الجورجية والدين. غزت الإمبراطورية العثمانية لازيستان وتاو-كلارجيت، التي كانت آنذاك جزءًا من إمارة سامتسخي الجورجية، في منتصف القرن السادس عشر. بسبب الاختلافات اللغوية، فإن الإدارة العثمانية الجديدة في Grand Defter of the Gurjistan Vilayet [defter-i mufassal-i vilayet-i gürcistan] (مقاطعة جورجيا) عدلت الأسماء الجغرافية الجورجية على الطراز التركي العثماني. تم تغيير بعض الأسماء الجغرافية بشكل جذري لدرجة أنه أصبح من المستحيل تقريبًا تحديد شكلها الأصلي. أصبحت تغييرات الأسماء الجغرافية من قبل العثمانيين مكثفة في عام 1913. بعد انهيار الإمبراطورية العثمانية عام 1923، واصلت الحكومة التركية الجديدة سياستها القديمة. بدأت المحاولات الأولى من قبل المسؤولين الجمهوريين الأتراك لتغيير الأسماء الجغرافية الجورجية في عام 1925.  حدثت التغييرات في الأسماء الجغرافية بشكل دوري بعد عام 1959 واستمرت طوال القرن العشرين. على الرغم من حقيقة أن الجورجيين كانوا يشكلون أقلية كبيرة في المنطقة، في عام 1927، حظر مجلس مقاطعة أرتفين اللغة الجورجية.  ومع ذلك احتفظ السكان باستخدام الأسماء الجغرافية القديمة في الكلام العامي.
بين عامي 1914 و 1990، غيرت الأنظمة البيروقراطية التركية شبه المستقلة 33٪ من الأسماء الجغرافية في ريزي و 39٪ في أرتفين.
تقديرات Nişanyan أن 500 الجورجية ولاز تم تغيير الأسماء الجغرافية التركية.

إعادة تسمية الأسماء الجغرافية الجورجية واللازية في تركيا

| الاسم الجورجي واللاز | تم تغيير الاسم إلى: | ملاحظات                      |
| -------------------- | ------------------- | ---------------------------- |
| Tsqarostavi          | Öncül               | الجورجية: "منبع الربيع"      |
| Dolisqana            | حماملي              | الجورجية: "حقل قمح"          |
| بيرتا                | أورتاكوي            | الجورجية: "موقع الرهبان"     |
| فيلي                 | سيفيملي             | الجورجية: "Field" / "Meadow" |
| Taoskari             | كاتاكسو             | "بوابة تاو " الجورجية        |
| أخالتا               | Yusufeli            | الجورجية: "موقع الجديد"      |
| ماكريالي             | كمال باشا           |                              |
| فيتس                 | Fındıklı            | Laz: "فرع"                   |
| أتينا                | بازار               |                              |
| موزاريتي             | تشاكيروزوم، جول     | الجورجية: "موقع مغلق"        |

| الاسم الجورجي واللاز | تم تغيير الاسم إلى: | ملاحظات                                                |
| -------------------- | ------------------- | ------------------------------------------------------ |
| شافشيتي              | سافسات              | الجورجية: "أرض الشافش (المجموعة الجورجية شبه العرقية)" |
| أرتانوجي             | أردانوتش            | Laz-Mingrelian: "Bay of Artani "                       |
| أولتيسي              | أولتو               |                                                        |
| كولا                 | جول                 | المتعلقة باسم كولشيس                                   |

### اليونانية
حافظت العديد من الأسماء اليونانية على أصولها من الإمبراطورية البيزنطية وعصر إمبراطورية طرابزون.
مع تأسيس الإمبراطورية العثمانية، استمرت العديد من تغييرات الأسماء التركية في الاحتفاظ بأصولها اليونانية. على سبيل المثال، الاسم الحديث «إزمير» مشتق من الاسم اليوناني السابق Σμύρνη «سميرنا»، من خلال المقطعين الأولين من عبارة "εις Σμύρνην" (تنطق «سميرنين»)، والتي تعني «سميرنا» باليونانية. ينطبق أصل اسم مشابه أيضًا على مدن تركية أخرى ذات أسماء يونانية سابقة، مثل إزنيك (من عبارة "is Nikaean"، بمعنى "Nicaea")، أو حتى لجزيرة Kos اليونانية، المسماة "İstanköy" باللغة التركية.
يقدر نيشانيان أنه تم تغيير 4200 موقع جغرافي يوناني، أكثر من أي أقلية عرقية.

إعادة تسمية الأسماء الجغرافية اليونانية في تركيا

| الاسم اليوناني                                   | تم تغيير الاسم إلى:                                          | ملاحظات |
| ------------------------------------------------ | ------------------------------------------------------------ | --- |
| بوتاميا                                          | Güneysu                                                      | اليونانية: "نهر". في 12 أغسطس 2009 عندما تحدث عن عائلته </br> في الأصل، استخدم رئيس الوزراء رجب طيب أردوغان اللغة اليونانية الأصلية </br> اسم Potamya بدلا من Güneysu . </br>                                                                                             |
| نيا فوكايا                                       | ينيفوكا                                                      | |
| هادريانوبوليس                                    | أدرنة                                                        | اليونانية: "مدينة هادريان". أسسها الإمبراطور هادريان في حوالي 123 بعد الميلاد وأصبحت عاصمة عثمانية مؤقتة بعد الفتح العثماني عام 1363. |
| كاليبوليس                                        | جيليبولو                                                     | اليونانية: "مدينة جميلة". تأسست المدينة في القرن الخامس قبل الميلاد |
| ماكري                                            | فتحية                                                        | اليونانية: "طويلة". بعد التبادل السكاني بين اليونان وتركيا، </br> تم إرسال اليونانيين من ماكري إلى اليونان حيث أسسوا مدينة </br> نيا ماكري (نيو ماكري). </br> |
| كالاماكي                                         | كالكان                                                       | حتى أوائل العشرينات من القرن الماضي، كان غالبية سكانها من اليونانيين. لقد رحلوا </br> في عام 1923 بسبب تبادل السكان بين اليونان وتركيا </br> بعد الحرب اليونانية التركية وهاجروا إلى أتيكا حيث أسسوا </br> بلدة كالاماكي. </br>                                           |
| كونستانتينوبوليس                                 | اسطنبول                                                      | اليونانية: "مدينة قسنطينة". أسسها الإمبراطور قسطنطين عام 330 م </br> تم استخدام اسم اسطنبول حتى قبل الغزو العثماني عام 1453. </br> تعايشت الأسماء المختلفة للمدينة خلال العهد العثماني ، حتى تسميات أخرى </br> مما عفا عليه الزمن تمامًا تجاه الإمبراطورية المتأخرة. </br> |
| نيوبوليس                                         | كوساداسي                                                     | كانت تعرف باسم نيوبوليس (المدينة الجديدة) خلال العصر البيزنطي ولاحقًا باسم </br> سكالا نوفا أو سكالا نوفا تحت حكم جنوة والبندقية. </br> |
| نيكايا                                           | إزنيك                                                        | سميت على اسم زوجة ليسيماخوس. تم تسمية العقيدة النقية على اسم مجمع نيقية الأول ، الذي اجتمع في المدينة عام 325 بعد الميلاد |
| نيكوميديا                                        | ازميت                                                        | سميت على اسم Nicomedes I of Bithynia ، الذي أعاد تأسيس المدينة في 264 قبل الميلاد |
| سيناسوس                                          | مصطفى باشا                                                   | في عام 1924، أثناء تبادل السكان بين اليونان وتركيا ، </br> غادر اليونانيون من المدينة إلى اليونان وأسسوا بلدة نيا سيناسوس في </br> الجزء الشمالي من جزيرة Euboea . </br>                                                                                                  |
| سميرنا                                           | إزمير                                                        | </br> مدينة يونانية قديمة تقع في نقطة مركزية واستراتيجية على ساحل بحر إيجة في الأناضول. غادر اليونانيون المدينة بعد حريق سميرنا العظيم عام 1922 إلى اليونان </br> |
| جزر الأمير - بروتي - برينكيبو - أنتيغوني - هالكي | Prens Adaları - Kınalıada - بويوكادا - بورغازادا - هيبيليادا | خلال الفترة البيزنطية، تم نفي الأمراء والملوك الآخرين في </br> الجزر ، وفيما بعد تم نفي أفراد عائلة السلطان العثماني هناك </br> بالإضافة إلى إعطاء الجزر اسمها الحالي. </br>                                                                                              |

### كردي وزازاكي
تم استثناء التغييرات في الاسم الجغرافي الكردي والزازاكي في ظل الإمبراطورية العثمانية بسبب التوجه الديني الإسلامي للأكراد. خلال الحقبة الجمهورية وخاصة بعد مذبحة ديرسم، أصبح تغيير الاسم الجغرافي للأكراد والزازا أكثر شيوعًا. في العهد الجمهوري التركي ، تم حظر كلمتي كردستان والأكراد. كانت الحكومة التركية قد أخفت وجود الأكراد والزازيين إحصائيًا بتصنيفهم على أنهم أتراك جبال. تم تغيير هذا التصنيف إلى التعبير الملطف الجديد لترك الشرقية في عام 1980.
وشملت أيضا في فئة تغييرات الاسم الجغرافي الكردي زازكي، وهو في الواقع ليس بين الكردية. يقدر نيشانيان أن 4000 موقع جغرافي كردي وزازا قد تغيرت.

إعادة تسمية الأسماء الجغرافية الكردية في تركيا

| الاسم الكردي والززاكي | تم تغيير الاسم إلى: | ملاحظات |
| --------------------- | ------------------- | --- |
| قيلابان               | أولوديري            | الكردية: "Castellan" |
| ديرسيم                | مقاطعة تونجلي       | في سبتمبر 2012، تم التشريع </br> صدر لاستعادة الاسم </br> من مقاطعة تونجلي إلى ديرسيم. </br> |
| Qoser                 | Kızıltepe           | الكردية: "الجبل الأحمر" |
| ax                    | تشاتاك              | الكردية: "فرع شجرة" أو "جبل" |
| lih                   | الرجل الوطواط       | |
| كرز                   | كوجاكوي             | |
| بيران                 | دجلة                | زازكي وكرد: "حكماء" |
| هيني                  | هاني                | هني: زاز. الخريف |
| دارا هيني             | جينك                | دار: شجرة ، هني: ربيع |
| جينك (جينك)           | كاليكوي ، صلحان     | يسكنها زازاس. الاسم </br> يأتي من الشرق گنج "genc"، مما يعني </br> كنز. لا ينبغي الخلط بين هذه المدينة </br> مع مدينة Genç الحديثة. </br> كانت Genc مركز مقاطعة بينجول </br> 1924-1927. في عام 1936 تم نقل المدينة إلى </br> دارا هاني حيث اسم دارا هيني </br> تم تغييره في النهاية إلى Genç. </br>                               |
| كولج                  | بينجول              | يتم تفسير معنى الاسم على أنه </br> في مكان ما في واد عميق. </br> |
| Şemrex                | Mazıdağı            | الكردية: "الطريق إلى دمشق (عم)" |
| نورج                  | بازاريولو           | الكردية: "مكان النور" |
| أميد                  | ديار بكر            | يشير الأرمن أيضًا إلى المدينة باسم </br> ديكراناجرد (أرمني: بناه الملك تيغران). "أميدا" هو الاسم الذي استخدمه الرومان والبيزنطيين. </br> |
| كوليميرج              | حكاري               | عرف هكاري باسم كولميريك في </br> وفقا لسجلات الحكومة في عام 1928. </br> يشير الأرمن إلى المدينة باسم Gghmar الذي </br> لوحظ في Tovma Artsruni 's History of </br> ال House of Artsrunik مكتوب في العاشر </br> مئة عام. </br> |
| سري كانيه             | جيلانبينار          | الكردي: رأس النبع (ينبوع طبيعي). |
| ريحا                  | شانلي اورفا         | يشار إلى المدينة باسم الرها في أ </br> نص يوناني من القرن الرابع. تمت الإشارة إليه أيضًا </br> إلى مثل الروح في نص عربي من القرن السابع. </br> تم تغيير المدينة إلى أورفة. في عام 1984 </br> غيرت الجمعية الوطنية التركية </br> اسم شانليورفا يعني أورفا المجيدة </br> تكريما لتفاني المدينة في </br> حرب الاستقلال التركية. </br> |

## فهرسة
- Muvahhid Zeki (2010). Artvin Vilâyeti hakkında ma'lûmât-ı umûmîyye (بالتركية). İstanbul. ISBN:978-9944-197-52-6.{{استشهاد بكتاب}}:  صيانة الاستشهاد: مكان بدون ناشر (link)

## وصلات خارجية
- Osmanlı Yer Adları ، أنقرة 2017، قائمة متقاطعة لأسماء الأماكن الحديثة والعثمانية والتاريخية الأخرى في الإمبراطورية العثمانية (داخل وخارج تركيا الحديثة)
- فهرس Anatolicus: خريطة المواقع الجغرافية للأناضول مع الأوصاف ، وأصل الكلمة ، والأصول الثقافية (التركية)
- قائمة تغييرات اسم شارع إسطنبول (التركية) نسخة محفوظة 30 مارس 2016 على موقع واي باك مشين.